# 我孫子氏
我孫子氏（あびこし）は、高城氏や、相馬氏に支配されていた日本の氏族。
南相馬郡、我孫子市の我孫子城が勢力範囲であった。現在の電力中央研究所の近くにあたる。
本土寺の本土寺過去帳に、香取氏との関係が書かれている。